# Cacau Park
Cacau Park é um parque temático em desenvolvimento pela Cacau Show, empresa brasileira do setor de chocolates. Com um investimento estimado em R$ 2 bilhões, o empreendimento será erguido em um terreno de aproximadamente 7 milhões de metros quadrados, localizado na cidade de Itu, São Paulo. Projetado pelo arquiteto brasileiro Pedro de Alcântara Neto, o complexo  prevê a criação de várias áreas temáticas voltadas ao universo do chocolate, além de uma ampla infraestrutura que inclui hotéis, shopping center, centro de convenções e condomínios residenciais. Com inauguração prevista para 2027, o parque tem potencial para se consolidar como um dos maiores parques temáticos da América Latina.

## História
O projeto é fruto de um sonho antigo de Alexandre Costa, fundador da Cacau Show, que desde 2019 buscava entrar no setor de entretenimento. Nesse ano, surgiram rumores sobre seu interesse em adquirir o Beto Carrero World, o que não se concretizou. Durante o período da pandemia, Costa tentou comprar o Hopi Hari, então em recuperação judicial, mas novamente sem sucesso.
A trajetória de diversificação da Cacau Show começou a se consolidar em 2021, com a aquisição de um hotel em Campos do Jordão, seguida, em 2022, pela inauguração do Bendito Cacao Resort & Spa na mesma cidade.  Ampliando seus investimentos no setor de entretenimento e hospitalidade, a Cacau Show inaugurou, em 2024, seu segundo hotel temático de chocolate: o Bendito Cacao Family Resort, localizado na estância turística de Águas de Lindóia. Em fevereiro de 2024, a empresa deu um passo significativo ao adquirir o Grupo Playcenter e suas operações de parques indoor, como Playland e Playcenter Family, que passaram a levar o nome "by Cacau Show".
O anúncio oficial do Cacau Park ocorreu em 2 de dezembro de 2024, durante uma cerimônia realizada no Palácio dos Bandeirantes, sede do Governo do Estado de São Paulo. O evento contou com a presença do governador Tarcísio de Freitas, destacando a relevância econômica e social do empreendimento para a região. A obra teve início logo após o anúncio, com a inauguração programada para 2027. O empreendimento abrangerá uma área total de 7 milhões de metros quadrados, incluindo 950 mil metros quadrados de área construída e 400 mil metros quadrados reservados ao parque temático. Com todas as áreas temáticas, atrações e infraestrutura concluídas já na inauguração, o parque se destacará como um dos maiores da América Latina. O parque terá mais de 100 atrações, destacando-se a futura maior montanha-russa da América Latina, com 55 metros de altura, velocidade máxima de 120 km/h atingida em cinco segundos e um percurso de 1 km de extensão. A estrutura será produzida pela empresa holandesa Vekoma Rides, especializada na fabricação de montanhas-russas e equipamentos para parques de diversão.
Além de sua proposta inovadora, o Cacau Park terá um impacto significativo na economia local e nacional. Durante a fase de construção, que teve início em janeiro de 2025, o projeto deverá gerar cerca de 2.800 empregos diretos. Após sua abertura, estima-se que o parque crie 3.000 empregos diretos e 6.000 indiretos, com uma projeção de impacto econômico de R$ 35 bilhões nos dez primeiros anos de operação. Apesar da aquisição do Grupo Playcenter, o Cacau Park será um projeto inédito, sem reaproveitamento de atrações ou estruturas existentes.